# Lorrie Moore
Lorrie Moore (nacida Marie Lorena Moore; Glens Falls, Nueva York, 13 de enero de 1957) es una escritora de ficción estadounidense conocida, principalmente, por sus cuentos humorísticos y conmovedores.

## Biografía
Marie Lorena Moore nació en Glens Falls, Nueva York, y fue apodada "Lorrie" por sus padres. Fue a la universidad de St. Lawrence. Con 19 años, ganó el concurso de ficción de la revista Seventeen. La historia, "Frambuesas," fue publicada en enero de 1977. Después de graduarse en St. Lawrence, se muda a Manhattan y trabajó como asistente durante dos años.
En 1980, Moore se matriculó en el programa de escritura M.F.A de Cornell Universidad , donde fue instruida por Alison Lurie. Tras su graduación en Cornell, Moore fue animada por un profesor para contactar con el agente Melanie Jackson. Jackson vendió su colección, Auto-Ayuda, compuesta casi enteramente de historias de su trabajo de fin de carrera, a Knopf en 1983.

## Trabajos

### Cuentos
Sus colecciones de cuentos son Autoayuda (1985), Like Life, los Pájaros de América (best seller del New York Times), y Gracias por la compañía. Ha contribuido a The Paris Review. Su primera historia en aparecer en The New Yorker, "Además, eres feo" fue, más tarde, incluida en Los mejores cuentos americanos del siglo, editado por John Updike. Otra historia, "Ese tipo de personas son las únicas personas aquí" también publicada en The New Yorker, fue reimpresa en la edición de 1998 de la colección anual Los mejores cuentos americanos; el cuento de un bebé que contrae una grave enfermedad, la obra estaba basada vagamente en acontecimientos en la vida de la propia Moore. La historia fue también incluida en la antología de los niños jugando ante la estatua de Hércules (2005), editada por David Sedaris.
Las historias recopiladas de Moore fueron publicadas por Faber en el Reino Unido en mayo del 2008. Incluía todas las historias de cada colección publicada anteriormente, excepto aquellas de su novela Anagramas, y tres historias no recopiladas anteriormente primero publicadas en The New Yorker.
La última colección de Moore, Bark (corteza) fue publicada en 2014

### Novelas
Las novelas de Moore son Anagramas (1986), ¿Quién mantendrá el hospital de rana? (1994), y Al pie de la escalera (2009). ¿Quién mantendrá el hospital de rana? es la historia de una mujer la cual está de vacaciones con su marido quién recuerda una amistad intensa de su adolescencia. Al pie de la Escalera tiene lugar justo después del ataque del 11 de septiembre y trata sobre una mujer de 20 años del Medio Oeste. 

### Libros infantiles
Moore ha escrito un libro infantil titulado El Olvidado Helper, sobre un elfo quien Santa Claus erróneamente deja detrás en la casa del peor niño de su lista de "buenos". El elfo tiene que ayudar al niño a ser bueno para el año venidero así Santa regresará las próximas Navidades.

### Ensayos
Moore escribe ocasionalmente sobre libros, películas, y televisión para The New York Review of Books. Una colección de sus ensayos, crítica y comentario fue publicada por Knopf como "Mira qué se puede hacer" en abril de 2018.

## Carrera académica
Moore fue catedrática de Delmore Schwartz en Humanidades en la Universidad de Wisconsin@–Madison, donde enseñó escritura creativa durante 30 años. Se unió a la facultad en 1984 y lo dejó para unirse a la facultad en Vanderbilt Universidad a finales de 2013.
También ha enseñado en Cornell Universidad, como el escritor en residencia Sidney Harman en Baruch Universidad, y en el MFA en programa de Escritura Creativa en la Universidad de Míchigan, así como en Princeton y NYU.
- 1985 @– Autoayuda; ISBN 0-446-67192-4 0-446-67192-4
- 1990 @– Like Life; ISBN 0-375-71916-4 0-375-71916-4
- 1998 @– Pájaros de América; ISBN 0-312-24122-4 0-312-24122-4
- 2008 @– El Recogió Historias; ISBN 978-0-571-23934-4 978-0-571-23934-4
- 2014 @– Corteza; ISBN 0-307-59413-0 0-307-59413-0

- 1986 @– Anagramas; ISBN 0-307-27728-3 0-307-27728-3
- 1994 @– Quién Correrá el Hospital de Rana?; ISBN 1-4000-3382-9 1-4000-3382-9
- 2009 @– Una Puerta en la Escalera; ISBN 978-0-375-40928-8 978-0-375-40928-8

- 1987 @– El Olvidado Helper; ISBN 0-440-41680-9 0-440-41680-9

### No-ficción
- 2018 @– Ver Qué Puede Ser Hecho; ISBN 978-1524732486 978-1524732486

## Premios
Moore ganó en 1998 el Premio O. Henry por a sus "Este tipo de personas son las únicas personas por aquí" publicado en The New Yorker el 27 de enero de 1997. En 1999, Moore fue anunciada como ganadora del Premio de Ficción Internacional de The Irish Times por Pájaros de América. En 2004, fue seleccionada como ganadora del premio Rea Award for the Short Story, por logros sobresalientes en ese género (novela corta).
Fue elegida para la Academia americana de Artes y Letras en 2006, y es miembro de la Academia de Wisconsin de Ciencias, Letras y de Artes. En 2008, entreguó Oxford la planta anual de la universidad Esmond Harmsworth Conferencia en Letras y Artes americanas en la universidad Rothermere Instituto americano. Su 2009 novela, Una Puerta en la Escalera, era un finalista para el 2010 BOLÍGRAFO/Faulkner Premio para Ficción y para el Premio Naranja para Ficción. La corteza era shortlisted para el 2014 Frank O'Connor Premio de Cuento Internacional y era un finalista para El Premio de Historia.